# Miren-Kostanjevica
Miren-Kostanjevica (em italiano:  Merna-Castagnevizza; em alemão:  Meiren-Kostanowitz) é um município da Eslovênia. A sede do município fica na localidade de Miren.